# Saudi-Arabiens Grand Prix 2025
Saudi-Arabiens Grand Prix 2025 (officielt navn: Formula 1 STC Saudi Arabian Grand Prix 2025) var et Formel 1-løb, som blev kørt den 20. april 2025 på Jeddah Corniche Circuit i Jeddah, Saudi-Arabien. Det var det femte løb i Formel 1-sæsonen 2025.
Ræset blev vundet af Oscar Piastri, og det betød at han tog føringen i kørermesterskabet for første gang i hans karriere.

## Kvalifikation
| Pos.               | Nr. | Kører                 | Konstruktør                  | Del 1    | Del 2    | Del 3     | Grid |
| ------------------ | --- | --------------------- | ---------------------------- | -------- | -------- | --------- | ---- |
| 1                  | 1   | Max Verstappen        | Red Bull Racing-Honda RBPT   | 1.27,778 | 1.27,529 | 1.27,294  | 1    |
| 2                  | 81  | Oscar Piastri         | McLaren-Mercedes             | 1.27,901 | 1.27,545 | 1.27,304  | 2    |
| 3                  | 63  | George Russell        | Mercedes                     | 1.28,282 | 1.27,599 | 1.27,407  | 3    |
| 4                  | 16  | Charles Leclerc       | Ferrari                      | 1.28,552 | 1.27,866 | 1.27,670  | 4    |
| 5                  | 12  | Andrea Kimi Antonelli | Mercedes                     | 1.28,128 | 1.27,798 | 1.27,866  | 5    |
| 6                  | 55  | Carlos Sainz Jr.      | Williams-Mercedes            | 1.28,354 | 1.28,024 | 1.28,164  | 6    |
| 7                  | 44  | Lewis Hamilton        | Ferrari                      | 1.28,372 | 1.28,102 | 1.28,201  | 7    |
| 8                  | 22  | Yuki Tsunoda          | Red Bull Racing-Honda RBPT   | 1.28,226 | 1.27,990 | 1.28,204  | 8    |
| 9                  | 10  | Pierre Gasly          | Alpine-Renault               | 1.28,421 | 1.28,025 | 1.28,367  | 9    |
| 10                 | 4   | Lando Norris          | McLaren-Mercedes             | 1.27,805 | 1.27,481 | Ingen tid | 10   |
| 11                 | 23  | Alexander Albon       | Williams-Mercedes            | 1.28,279 | 1.28,109 | N/A       | 11   |
| 12                 | 30  | Liam Lawson           | Racing Bulls-Honda RBPT      | 1.28,561 | 1.28,191 | N/A       | 12   |
| 13                 | 14  | Fernando Alonso       | Aston Martin Aramco-Mercedes | 1.28,548 | 1.28,303 | N/A       | 13   |
| 14                 | 6   | Isack Hadjar          | Racing Bulls-Honda RBPT      | 1.28,571 | 1.28,418 | N/A       | 14   |
| 15                 | 87  | Oliver Bearman        | Haas-Ferrari                 | 1.28,536 | 1.28,648 | N/A       | 15   |
| 16                 | 18  | Lance Stroll          | Aston Martin Aramco-Mercedes | 1.28,645 | N/A      | N/A       | 16   |
| 17                 | 7   | Jack Doohan           | Alpine-Renault               | 1.28,739 | N/A      | N/A       | 17   |
| 18                 | 27  | Nico Hülkenberg       | Kick Sauber-Ferrari          | 1.28,782 | N/A      | N/A       | 18   |
| 19                 | 31  | Esteban Ocon          | Haas-Ferrari                 | 1.29,092 | N/A      | N/A       | 19   |
| 20                 | 5   | Gabriel Bortoleto     | Kick Sauber-Ferrari          | 1.29,462 | N/A      | N/A       | 20   |
| 107%-tid: 1.33,922 |     |                       |                              |          |          |           |      |
| Kilde:             |     |                       |                              |          |          |           |      |

## Resultat
| Pos.                                                            | Nr. | Kører                 | Konstruktør                  | Omgange | Tid/Udgået  | Startpos. | Point |
| --------------------------------------------------------------- | --- | --------------------- | ---------------------------- | ------- | ----------- | --------- | ----- |
| 1                                                               | 81  | Oscar Piastri         | McLaren-Mercedes             | 50      | 1:21.06,758 | 2         | 25    |
| 2                                                               | 1   | Max Verstappen        | Red Bull Racing-Honda RBPT   | 50      | +2,843      | 1         | 18    |
| 3                                                               | 16  | Charles Leclerc       | Ferrari                      | 50      | +8,104      | 4         | 15    |
| 4                                                               | 4   | Lando Norris          | McLaren-Mercedes             | 50      | +9,196      | 10        | 12    |
| 5                                                               | 63  | George Russell        | Mercedes                     | 50      | +27,236     | 3         | 10    |
| 6                                                               | 12  | Andrea Kimi Antonelli | Mercedes                     | 50      | +34,688     | 5         | 8     |
| 7                                                               | 44  | Lewis Hamilton        | Ferrari                      | 50      | +39,073     | 7         | 6     |
| 8                                                               | 55  | Carlos Sainz Jr.      | Williams-Mercedes            | 50      | +1.04,630   | 6         | 4     |
| 9                                                               | 23  | Alexander Albon       | Williams-Mercedes            | 50      | +1.06,515   | 11        | 2     |
| 10                                                              | 6   | Isack Hadjar          | Racing Bulls-Honda RBPT      | 50      | +1.07,091   | 14        | 1     |
| 11                                                              | 14  | Fernando Alonso       | Aston Martin Aramco-Mercedes | 50      | +1.15,917   | 13        |       |
| 12                                                              | 30  | Liam Lawson           | Racing Bulls-Honda RBPT      | 50      | +1.18,4511  | 12        |       |
| 13                                                              | 87  | Oliver Bearman        | Haas-Ferrari                 | 50      | +1.19,194   | 15        |       |
| 14                                                              | 31  | Esteban Ocon          | Haas-Ferrari                 | 50      | +1.39,723   | 19        |       |
| 15                                                              | 27  | Nico Hülkenberg       | Kick Sauber-Ferrari          | 49      | +1 omgang   | 18        |       |
| 16                                                              | 18  | Lance Stroll          | Aston Martin Aramco-Mercedes | 49      | +1 omgang   | 16        |       |
| 17                                                              | 7   | Jack Doohan           | Alpine-Renault               | 49      | +1 omgang   | 17        |       |
| 18                                                              | 5   | Gabriel Bortoleto     | Kick Sauber-Ferrari          | 49      | +1 omgang   | 20        |       |
| Ret                                                             | 22  | Yuki Tsunoda          | Red Bull Racing-Honda RBPT   | 1       | Sammenstød  | 8         |       |
| Ret                                                             | 10  | Pierre Gasly          | Alpine-Renault               | 0       | Sammenstød  | 9         |       |
| Hurtigste omgang: Lando Norris (McLaren) - 1.31,778 (omgang 41) |     |                       |                              |         |             |           |       |
| Kilde:                                                          |     |                       |                              |         |             |           |       |

Noter:
↑1 - Liam Lawson blev givet en 10 sekunders straf for at køre af banen. Hans slutposition gik som resultat af 11. til 12. pladsen.

## Stilling i mesterskaberne efter løbet
| Pos. | Kører           | Point |
| ---- | --------------- | ----- |
| 1    | Oscar Piastri   | 99    |
| 2    | Lando Norris    | 89    |
| 3    | Max Verstappen  | 87    |
| 4    | George Russell  | 73    |
| 5    | Charles Leclerc | 47    |

| Pos. | Konstruktør         | Point |
| ---- | ------------------- | ----- |
| 1    | McLaren-Mercedes    | 188   |
| 2    | Mercedes            | 111   |
| 3    | Red Bull-Honda RBPT | 89    |
| 4    | Ferrari             | 78    |
| 5    | Williams-Mercedes   | 25    |